# Peter Reid
Peter Reid (Liverpool, 1956. június 20.) angol válogatott labdarúgó, edző. Az angol válogatottal részt vett az 1986-os mexikói világbajnokságon.

## Pályafutása

### Klubcsapatban
Reid a Bolton Wanderers csapatában kezdett futballozni, első profi szerződését 1974-ben írta alá. 1978-ban a klub megnyerte az angol másodosztály, majd két évig az angol élvonalban szerepelt. 1982-ben az Evertonhoz igazolt 60.000 font ellenében. 1984-ben megnyerte az FA-kupát, 1985-ben és 1987-ben a bajnokságot, és 1985-ben a KEK-et. 1985-ben a PFA az Év Játékosának választotta. Ugyanebben az évben negyedik lett az Év Játékosa-szavazáson Michel Platini, Preben Elkjaer és Diego Maradona mögött. A klubban összesen 167 mérkőzésen lépett pályára, melyeken nyolc gólt szerzett. 1989-ben a QPR csapatába igazolt ingyen, majd a Manchester City-be. Innen a Southampton, a Notts County és a Bury csapataiba szerződött, majd 1995-ben visszavonult.

### Válogatottban
Reid 13 alkalommal szerepelt a válogatottban. Az 1986-os világbajnokságon háromszor lépett pályára. Játszott az argentinok elleni, 2-1-re elveszített mérkőzésen, ahol Diego Maradona mellette is elhaladt híres gólját megelőző szólója közben.

## Edzőként
1990-ben nevezték ki a Manchester City játékos-edzőjének, először ideiglenesen, majd novemberben véglegesítették szerződését. Első szezonjában ötödikként végeztek, majd a másodikban kilencedikként. Az idény végén kirúgták. 1993 októberében a Southampton csapatával kötött szerződést, ide játékosként igazolt, majd az 1995-ös visszavonulása után a Sunderland-hez írt alá. A második ott töltött szezonjában megnyerték a bajnokságot, és feljutottak a Premier League-be, ahonnan egy idény után kiestek. Az 1997-98-as szezonban nem sikerült feljebb kerülniük, a következőben azonban rekordot jelentő 105 ponttal már megnyerték a másodosztályt. Az 1999-2000-es szezonban a hetedik helyen végeztek az első osztályban, ami a klub történetének egyik legjobb eredménye. A csapat teljesítménye a következőkben egy kissé visszaesett, a 2001-02-es idényben épphogy elkerülték a kiesést, 38 mérkőzésen mindössze 28-szor sikerült gólt szerezniük. 2002 októberében, nyolc év után elhagyta a Sunderland-et. Ezután az ír válogatottal hozták szóba, azonban végül nem oda, hanem a Leeds-hez szerződött. 2003 márciusa és novembere között vezette a csapatot, majd a Coventry City-hez írt alá. Itt csak nyolc hónapot töltött, majd a thaiföldi válogatott szövetségi kapitányaként folytatta. 2008 szeptemberében kezdte meg a munkát, négy éves szerződést kötött a nemzeti csapattal, azzal a hosszútávú céllal, hogy kijussanak a 2014-es világbajnokságra. Végül csak 2009-ig maradt a csapatnál, utána a Stoke City másodedzője lett. 2010 júniusában a Plymouth Argyle csapatához igazolt, ahonnan 2011 februárjában távozott. A klub végül kiesett a negyedosztályba. 2014 szeptemberében a Mumbai City szerződtette le, majd, egy rövid ott töltött időszakot követően végül még abban az évben elhagyta a csapatot, és a Bolton csapatához utazott, hogy segítse az ideiglenes vezetőedzővé kinevezett Jimmy Phillips munkáját. Végül a szezon befejeztével távozott.

## Statisztika
Megj.: A táblázat csak a bajnoki mérkőzéseket, és az ezeken szerzett gólokat tartalmazza.
| Sezon    | Klub                | Bajnokság neve  | Mérk. | Gól |
| -------- | ------------------- | --------------- | ----- | --- |
| 1974–75  | Bolton Wanderers    | Second Division | 27    | 0   |
| 1975–76  | Bolton Wanderers    | Second Division | 42    | 2   |
| 1976–77  | Bolton Wanderers    | Second Division | 42    | 5   |
| 1977–78  | Bolton Wanderers    | Second Division | 38    | 9   |
| 1978–79  | Bolton Wanderers    | First Division  | 14    | 0   |
| 1979–80  | Bolton Wanderers    | First Division  | 17    | 3   |
| 1980–81  | Bolton Wanderers    | Second Division | 18    | 2   |
| 1981–82  | Bolton Wanderers    | Second Division | 12    | 1   |
| 1982–83  | Bolton Wanderers    | Second Division | 15    | 1   |
| 1982–83  | Everton             | First Division  | 7     | 0   |
| 1983–84  | Everton             | First Division  | 35    | 2   |
| 1984–85  | Everton             | First Division  | 36    | 2   |
| 1985–86  | Everton             | First Division  | 15    | 1   |
| 1986–87  | Everton             | First Division  | 16    | 1   |
| 1987–88  | Everton             | First Division  | 32    | 1   |
| 1988–89  | Everton             | First Division  | 18    | 1   |
| 1988–89  | Queens Park Rangers | First Division  | 14    | 1   |
| 1989–90  | Queens Park Rangers | First Division  | 15    | 0   |
| 1989–90  | Manchester City     | First Division  | 18    | 1   |
| 1990–91  | Manchester City     | First Division  | 30    | 0   |
| 1991–92  | Manchester City     | First Division  | 31    | 0   |
| 1992–93  | Manchester City     | Premier League  | 20    | 0   |
| 1993–94  | Manchester City     | Premier League  | 4     | 0   |
| 1993–94  | Southampton         | Premier League  | 7     | 0   |
| 1993–94  | Notts County        | First Division  | 5     | 0   |
| 1994–95  | Bury                | Third Division  | 1     | 0   |
| Összesen | Összesen            | Összesen        | 529   | 33  |

| Klub            | Edzőség kezdete     | Edzőség vége         | Statisztika | Statisztika | Statisztika | Statisztika | Statisztika |
| Klub            | Edzőség kezdete     | Edzőség vége         | G           | W           | D           | L           | Win %       |
| --------------- | ------------------- | -------------------- | ----------- | ----------- | ----------- | ----------- | ----------- |
| Manchester City | 1990. november 15.  | 1993. augusztus 26.  | 131         | 56          | 31          | 44          | 42,75       |
| Sunderland      | 1995. március 29.   | 2002. október 7.     | 353         | 159         | 95          | 99          | 45,04       |
| Anglia U21      | 1999. június        | 1999. június         | 1           | 1           | 0           | 0           | 100,00      |
| Leeds United    | 2003. március 21.   | 2003. november 10.   | 22          | 6           | 4           | 12          | 27,27       |
| Coventry City   | 2004. június 5.     | 2005. január 6.      | 31          | 10          | 8           | 13          | 32,26       |
| Thaiföld        | 2008. szeptember 2. | 2009. szeptember 9.  | 17          | 9           | 4           | 4           | 52,94       |
| Plymouth Argyle | 2010. június 24.    | 2011. szeptember 18. | 61          | 16          | 9           | 36          | 26,23       |
| Mumbai City     | 2014. szeptember 4. | 2014. december 20.   | 6           | 3           | 0           | 3           | 50,00       |